# Pimachrysa intermedia
Pimachrysa intermedia är en insektsart som beskrevs av Adams 1967. Pimachrysa intermedia ingår i släktet Pimachrysa och familjen guldögonsländor. Inga underarter finns listade i Catalogue of Life.